# Sempt-Flutkanal

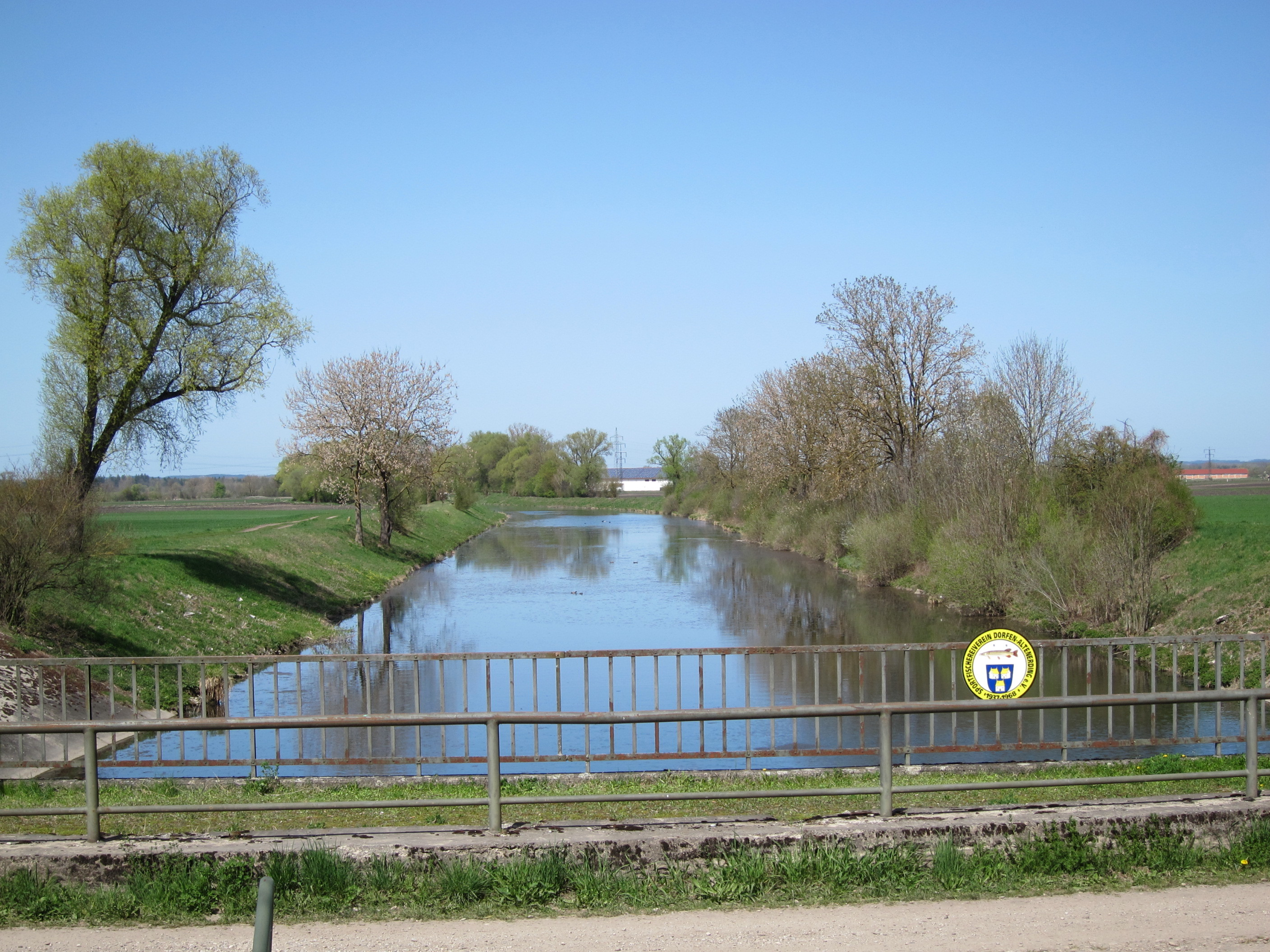
Anfang des Sempt-Flutkanals

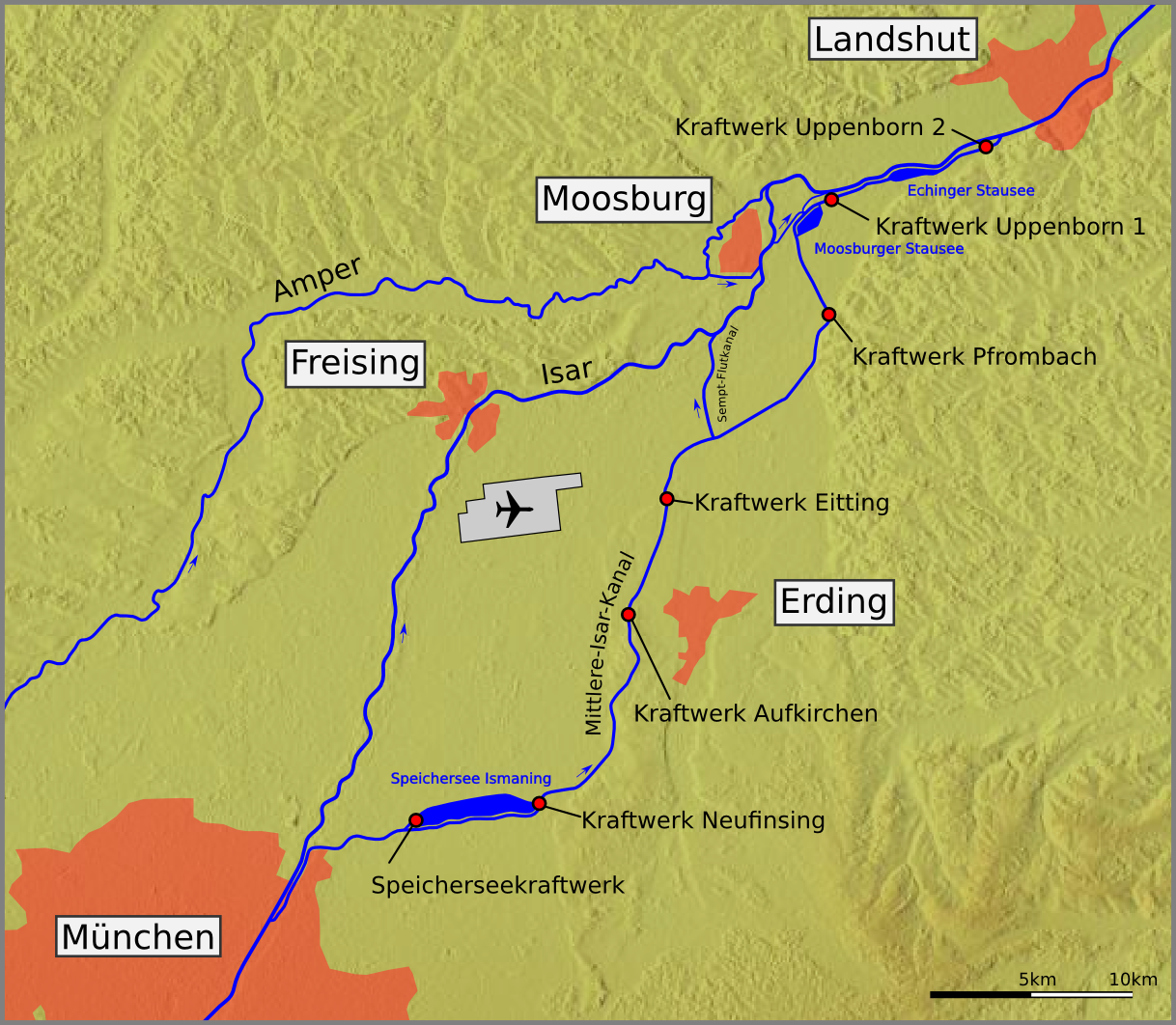
Sempt-Flutkanal und Mittlere-Isar-Kanal

Der Sempt-Flutkanal war das letzte Teilstück des zwischen 1919 und 1925 erstellten ersten Bauabschnitts des Mittlere-Isar-Kanals, dessen Wasser durch den Sempt-Flutkanal wieder in die Isar geleitet wurde. Nach der Fertigstellung des zweiten Bauabschnitts im Jahre 1929 verlor der Sempt-Flutkanal weitgehend an Bedeutung; er dient nur noch der Ableitung von Hochwasser aus dem Gebiet des Erdinger Mooses zwischen Erding, Eitting und Berglern. Sofern eine Entleerung des Mittlere-Isar-Kanals im Abschnitt bis zum Kraftwerk Pfrombach erforderlich wird, kann der Sempt-Flutkanal als Abfluss des Kanals genutzt werden. 
Der Sempt-Flutkanal beginnt auf der Nordseite des Mittlere-Isar-Kanals an dem Absperrbauwerk kurz vor Berglern im Erdinger Moos und mündet etwa 5,5 km weiter nördlich und etwa vier Kilometer oberhalb von Moosburg in die Isar, im Naturschutzgebiet Isarauen zwischen Hangenham und Moosburg. Ein Absturzbauwerk ca. 650 m vor der Mündung in die Isar trennt den zwischen Dämmen verlaufenden Kanal von seinem letzten, in den Isarauen frei fließenden Abschnitt. 
Der Sempt-Flutkanal liegt im Amtsbereich des Wasserwirtschaftsamtes München und auf dem Gebiet des Landkreises Erding bis auf den frei fließenden Teil in den Isarauen, der zum Gebiet des Landkreises Freising gehört.
Der Kanal verläuft auf den ersten drei Kilometern bis zur Unterquerung der Autobahn 92 in etwa parallel zur Sempt, die durch die Orte Berglern und Mitterlern und an Niederlern vorbeifließt, vor der Autobahn jedoch nach Osten abbiegt, so dass nirgends eine direkte Verbindung zwischen den beiden Gewässern besteht. 
Der Sempt-Flutkanal, der einen ähnlichen Querschnitt hat wie der Mittlere-Isar-Kanal, erhält einen Zufluss aus der Saubach-Flutmulde, die auf der Südseite des Mittlere-Isar-Kanals zu einem Flutausgleichsbecken und Unterführungsbauwerk ausgebaut ist. Dieser Saubach zweigt vor der Eittinger Umgehungsstraße vom Eittinger Fehlbach ab, der wiederum in Erding am Stadtpark im Süden der Altstadt als Fehlbach von der Sempt abzweigt. Zwischen der Abzweigung in Erding und dem Anfang des Sempt-Flutkanals liegen mehr als 9 km Luftlinie.